# Akka (bjerg)
Akka (på lulesamisk Áhkká) er et højalpint fjeldmassiv i Stora Sjöfallets nationalpark i det nordvestlige Lappland i det nordlige Sverige.
I alt er der elleve bjergtoppe i massivet, hvoraf Stortoppen er den højeste med 2.016 meter over havets overflade. Stortoppen er Sveriges ottendehøjeste, men niveauforskellen er 1.563 meter, hvilket er den højeste i Sverige. Fjeldmassivets imponerende fremtoning har givet det kælenavnet Laplands Dronning.
Navnet Áhkká stammer fra den samiske mytologi. Alt afhængigt af hvilken tradition man følger, er Áhkká den samiske gudinde, der stod for alt det kloge og skønne i verden. 
67°34′41″N 17°29′05″Ø / 67.5781°N 17.4847°Ø